# Bad Taste (platenmaatschappij)
Bad Taste SM, in IJsland bekend als Smekkleysa SM, is een IJslandse platenmaatschappij.
Bad Taste werd in 1986 opgericht door een groep jonge artiesten en muzikanten die deel uitmaakten van de punkscene. Enkele leden van die groep vormden later The Sugarcubes, de band die in de daaropvolgende jaren de meest prominente groep van de platenmaatschappij werd. Het bedrijf bevindt zich momenteel in Reykyavik, waar het ook een winkel heeft. Op deze locatie is ook een museum te vinden waarin de geschiedenis van Bad Taste te zien is.

## Artiesten
- Björk
- Sigur Rós
- GusGus
- The Sugarcubes
- Ghostdigital
- Mínus
- Dikta
- Dr. Spock

- Steintryggur
- Kalli
- Kira Kira
- Hairdoctor
- Jeff Who?
- Jan Mayen
- Curver
- Rass

- Slugs
- Kimono
- Bob Justman
- Siggi Ármann
- Megasukk
- Mammút
- Ske